# Avengers: Wojna bez granic
Avengers: Wojna bez granic (oryg. Avengers: Infinity War) – amerykański fantastycznonaukowy film akcji z 2018 roku na podstawie serii komiksów o grupie superbohaterów o nazwie Avengers wydawnictwa Marvel Comics. Za reżyserię odpowiadali bracia Anthony i Joe Russo na podstawie scenariusza Christophera Markusa i Stephena McFeelya. W rolach głównych wystąpili: Robert Downey Jr., Chris Hemsworth, Mark Ruffalo, Chris Evans, Scarlett Johansson, Benedict Cumberbatch, Don Cheadle, Tom Holland, Chadwick Boseman, Paul Bettany, Elizabeth Olsen, Anthony Mackie, Sebastian Stan, Danai Gurira, Letitia Wright, Dave Bautista, Zoe Saldaña, Josh Brolin i Chris Pratt.
W filmie Avengers łączą siły ze Strażnikami Galaktyki, aby powstrzymać Thanosa przed zebraniem wszystkich Kamieni Nieskończoności i zgładzeniem połowy istnień we wszechświecie.
Wojna bez granic wchodzi w skład III Fazy Filmowego Uniwersum Marvela, jest to dziewiętnasty film należący do tej franczyzy i stanowi on część jej pierwszego rozdziału zatytułowanego Saga Nieskończoności. Jest to kontynuacja filmów Avengers z 2012 i Avengers: Czas Ultrona z 2015 roku. Kolejny film z serii, Avengers: Koniec gry, zadebiutował w 2019 roku. Dwa kolejne filmy, Avengers 5 i Avengers: Secret Wars, zostały zapowiedziane na 2026 i 2027 rok.
Światowa premiera filmu miała miejsce 23 kwietnia 2018 roku w Los Angeles. W Polsce produkcja ta zadebiutowała 26 kwietnia tego samego roku. Wojna bez granic jako czwarty na świecie film zarobił przeszło 2 miliardy dolarów, a jego budżet wyniósł 316 milionów. Otrzymał on pozytywne oceny od krytyków.

## Streszczenie fabuły
Po zdobyciu Kamienia Mocy z planety Xandar, Thanos wraz ze swoimi porucznikami: Ebony Mawem, Cullem Obsidanem, Proximą Midnight oraz Corvusem Glaive’em przechwycili statek z ocalałymi mieszkańcami Asgardu, pokonując przy tym Thora. Po wydobyciu Kamienia Przestrzeni z Tesseraktu, Thanos pokonuje Hulka i zabija Lokiego. Heimdall wysyła Hulka na Ziemię przy użyciu Bifröstu, po czym zostaje zabity. Thanos odlatuje wraz ze swoimi porucznikami i niszczy statek z Thorem na pokładzie.
Hulk ląduje rozbijając się w Sanktuarium w Nowym Jorku, zmieniając się w trakcie z powrotem w Bruce’a Bannera. Ostrzega on Stephena Strange’a i Wonga, że Thanos planuje zgładzić połowę życia we wszechświecie. W odpowiedzi na to Strange udaje się do Tony’ego Starka. Maw i Obsidian przybywają do Nowego Jorku, aby zdobyć Kamień Czasu, który jest w posiadaniu Strange’a i przyciągają oni uwagę Petera Parkera. Maw porywa Strange’a, jednak nie jest w stanie zdobyć Kamienia, który jest zabezpieczony zaklęciem. Stark i Parker wyruszają za statkiem Mawa, Banner kontaktuje się ze Steve’em Rogersem, natomiast Wong pozostaje na miejscu, by chronić Sanktuarium.
W Edynburgu Midnight i Glaive napadają na Wandę Maximoff i Visiona, w celu zabrania Kamienia Umysłu umiejscowionego na głowie Visiona. Rogers, Natasha Romanoff i Sam Wilson ratują ich i zabierają do kwatery Avengers. Tam spotykają się wszyscy z Jamesem Rhodesem i Bannerem. Rogers sugeruje podróż do Wakandy, sądząc, że znajdą tam odpowiednie narzędzia, aby usunąć i zniszczyć Kamień bez zabijania Visiona.
Strażnicy Galaktyki odpowiadają na sygnał ratunkowy asgardzkiego statku i ratują Thora. Thor zakłada, że Thanos wyruszy po Kamień Rzeczywistości, który jest w posiadaniu Kolekcjonera na Knowhere. Rocket i Groot wyruszają z Thorem na Nidavellir, gdzie razem z Eitrim tworzą topór wojenny zdolny zabić Thanosa. Natomiast Peter Quill, Gamora, Drax i Mantis lecą na Knowhere, gdzie okazuje się, że Thanos już zdobył Kamień Rzeczywistości. Thanos porywa Gamorę, która zdradza mu miejsce Kamienia Duszy, aby ratować przed torturami swoją adoptowaną siostrę Nebulę. Thanos i Gamora wyruszają na Vormir, gdzie Czerwona Czaszka, strażnik Kamienia Duszy, informuje ich, że Kamień można zdobyć poświęcając kogoś, kogo się kocha. Thanos niechętnie zabija Gamorę, zdobywając Kamień.
Nebula ucieka i kontaktuje się ze Strażnikami Galaktyki prosząc o spotkanie na Tytanie, zniszczonej, rodzinnej planecie Thanosa. Stark i Parker zabijają Mawa i ratują Strange’a. Oni również lądują oni na Tytanie, gdzie natrafiają na Quilla, Draxa i Mantis. Tworzą wspólny plan zdjęcia Rękawicy Nieskończoności z ręki Thanosa. Strange używa Kamienia Czasu, aby zobaczyć miliony możliwych wersji przyszłości, z których dowiaduje się, że tylko w jednej z nich Thanos przegrywa. Thanos przybywa na Tytan i wyjawia, że jego plan ma na celu zapewnić przetrwanie wszechświata zagrożonego przeludnieniem. Grupie udaje się obezwładnić Thanosa do czasu, kiedy Nebula odkrywa, że zabił Gamorę. Rozwścieczony Quill atakuje Thanosa powodując, że udaje mu się wydostać z więzów stworzonych przez resztę grupy i obezwładnić wszystkich. Stark zostaje ciężko zraniony przez Thanosa, ale zostaje ocalony przez Strange’a, który oddaje Kamień Czasu Thanosowi.
W Wakandzie Rogers ponownie łączy siły z Buckym Barnesem by ochronić ją przed inwazją armii Thanosa. Avengers, wspólnie z T’Challą i armią Wakandy zapewniają obronę, natomiast Shuri pracuje na oddzieleniem Kamienia Umysłu od Visiona. Banner, który nie może zmienić się w Hulka, walczy w zbroi Hulkbuster. Thor, Rocket i Groot przybywają do Wakandy wspomóc Avengers. Midnight, Obsidian i Glaive zostają zabici, a ich armia zdziesiątkowana. Thanos przybywa i pomimo zniszczenia Kamienia Umysłu przez Maximoff, cofa on czas i wyrywa Kamień zabijając Visiona.
Thor poważnie rani Thanosa, jednak ten aktywuje uzupełnioną wszystkimi Kamieniami Rękawicę i ucieka, teleportując się. Połowa życia we wszechświecie ulega dezintegracji, w tym Barnes, T’Challa, Groot, Maximoff, Wilson, Mantis, Drax, Quill, Strange i Parker. Stark i Nebula pozostają na Tytanie, a Banner, M’Baku, Okoye, Rhodes, Rocket, Rogers, Romanoff oraz Thor na polu bitwy w Wakandzie. W tym czasie Thanos znajduje się na innej planecie, gdzie ogląda zachód słońca.
W scenie po napisach Maria Hill i Nick Fury ulegają dezintegracji, jednak w ostatniej chwili Fury’emu udaje się wysłać sygnał za pomocą pagera.

## Obsada
| Polski dubbing |
| • Mariusz Bonaszewski jako Tony Stark / Iron Man • Piotr Grabowski jako Thor • Grzegorz Damięcki jako Bruce Banner / Hulk • Paweł Ciołkosz jako Steve Rogers / Kapitan Ameryka • Wiktoria Gorodeckaja jako Natasha Romanoff / Czarna Wdowa • Michał Żebrowski jako Stephen Strange • Tomasz Sapryk jako James „Rhodey” Rhodes / War Machine • Jakub Gawlik jako Peter Parker / Spider-Man • Kamil Kula jako T’Challa / Czarna Pantera • Grzegorz Kwiecień jako Vision • Lidia Sadowa jako Wanda Maximoff • Mateusz Damięcki jako Sam Wilson / Falcon • Marcin Hycnar jako James „Bucky” Barnes • Monika Węgiel-Jarocińska jako Okoye • Agnieszka Kościelniak jako Shuri • Marcin Bosak jako Loki • Mirosław Zbrojewicz jako Heimdall • Jarosław Boberek jako Eitri • Michał Piela jako Wong • Aleksandra Radwan jako Mantis • Julia Kijowska jako Nebula • Artur Dziurman jako Drax • Paulina Holtz jako Gamora • Robert Jarociński jako Groot • Jacek Braciak jako Rocket • Magdalena Kumorek jako Virginia „Pepper” Potts • Szymon Kuśmider jako Taneleer Tivan / Kolekcjoner • Jan Frycz jako Thanos • Paweł Małaszyński jako Peter Quill / Star-Lord |

- Robert Downey Jr. jako Tony Stark / Iron Man, geniusz, biznesmen, filantrop i playboy, który skonstruował dla siebie serię bojowych pancerzy wspomaganych[5][6].
- Chris Hemsworth jako Thor, król Asgardu, syn Odyna i Friggi. Potrafi wzywać pioruny oraz nimi władać[7].
- Mark Ruffalo jako Bruce Banner / Hulk, naukowiec specjalizujący się w dziedzinach: biochemii, fizyki nuklearnej i promieniowania gamma. W wyniku wypadku został napromieniowany, co zaowocowało niekontrolowanymi transformacjami w Hulka – wielkiego, humanoidalnego stwora o nadludzkiej sile i wytrzymałości[8].
- Chris Evans jako Steve Rogers / Kapitan Ameryka, weteran II wojny światowej, który został poddany działaniu serum superżołnierza. Spędził kilkadziesiąt lat w letargu zamrożony w lodowcu i został z niego przebudzony w latach współczesnych[7].
- Scarlett Johansson jako Natasha Romanoff / Czarna Wdowa, była agentka T.A.R.C.Z.Y., która pracowała jako wysoce wyszkolony szpieg[9].
- Benedict Cumberbatch jako Stephen Strange, neurochirurg, który po ciężkim wypadku samochodowym odkrywa świat magii i alternatywnych wymiarów[10].
- Don Cheadle jako James „Rhodey” Rhodes / War Machine, były oficer sił powietrznych armii Stanów Zjednoczonych wyposażony w zbroję War Machine[11].
- Tom Holland jako Peter Parker / Spider-Man, nastolatek i Avenger, który posiada pajęcze zdolności w wyniku ugryzienia przez genetycznie zmodyfikowanego pająka[12].
- Chadwick Boseman jako T’Challa / Czarna Pantera, władca afrykańskiego królestwa Wakandy oraz jego strażnik, posługujący się imieniem Czarna Pantera[13].
- Paul Bettany jako Vision, android, który powstał z połączenia sztucznej inteligencji J.A.R.V.I.S.-a i Kamienia Umysłu[10].
- Elizabeth Olsen jako Wanda Maximoff, potrafi posługiwać się magią, posiada też umiejętności hipnozy i telekinezy. Pochodzi z Sokowii, kraju położonego we wschodniej Europie[14].
- Anthony Mackie jako Sam Wilson / Falcon, weteran sił powietrznych, który został przeszkolony do walki w powietrzu przy użyciu specjalnych skrzydeł[15].
- Sebastian Stan jako James „Bucky” Barnes, były zabójca Hydry. W czasach II wojny światowej był najlepszym przyjacielem Rogersa, i który rzekomo poniósł śmierć. Jego śmierć została jednak sfingowana, a on sam został poddany ulepszeniom i praniu mózgu przez Hydrę i przeszkolony na zabójcę; wyleczony z podatności na hipnozę w Wakandzie[16].
- Danai Gurira jako Okoye, dowódczyni Dora Milaje, straży T’Challi. Jest tradycjonalistką i wywodzi się z plemienia Strażników[17].
- Letitia Wright jako Shuri, nastoletnia księżniczka Wakandy i siostra T’Challi, która odpowiada za nowe technologie dla Wakandy[18].
- Tom Hiddleston jako Loki, adoptowany brat Thora[19].
- Idris Elba jako Heimdall, asgardzki wartownik pilnujący mostu Bifrost[20].
- Peter Dinklage jako Eitri, król krasnoludów z Nidavellir, który wytwarza magiczne bronie[20][21].
- Benedict Wong jako Wong, mistrz mistycznych sztuk, sojusznik Strange’a[22].
- Pom Klementieff jako Mantis, członek Strażników Galaktyki, która posiada zdolność empatii[23].
- Karen Gillan jako Nebula, adoptowana córka Thanosa, wychowywana wspólnie z Gamorą. Członek Strażników Galaktyki[24].
- Dave Bautista jako Drax, członek Strażników Galaktyki, wojownik szukający zemsty na Thanosie, który zamordował jego rodzinę[25].
- Zoe Saldaña jako Gamora, członek Strażników Galaktyki; została wyszkolona przez Thanosa na zabójcę, lecz szuka odkupienia za swoje czyny[26].
- Vin Diesel jako Groot, członek Strażników Galaktyki, humanoidalne drzewo, będące towarzyszem Rocketa[27]. Terry Notary zagrał postać na planie za pomocą techniki motion-capture[28]
- Bradley Cooper jako Rocket, członek Strażników Galaktyki. Genetycznie zmodyfikowany szop, który biegle posługuje się bronią palną[29]. Sean Gunn zagrał postać na planie za pomocą techniki motion-capture[30].
- Gwyneth Paltrow jako Virginia „Pepper” Potts, narzeczona Starka i prezes Stark Industries[31].
- Benicio del Toro jako Taneleer Tivan / Kolekcjoner, posiadacz największej kolekcji międzygwiezdnej fauny, zabytków i gatunków w galaktyce[32].
- Josh Brolin jako Thanos, potężna istota, której celem jest zdobycie wszystkich Kamieni Nieskończoności[33].
- Chris Pratt jako Peter Quill / Star-Lord, pół człowiek, pół Celestial, który jako dziecko został zabrany z Ziemi i wychowany przez grupę kosmicznych złodziei i przemytników o nazwie Ravagers. Jest liderem Strażników Galaktyki[34].

Swoje role z poprzednich filmów powtórzyli również: Winston Duke jako M’Baku, przywódca górskiego plemienia Jabari; Florence Kasumba jako Ayo, Janeshia Adams-Ginyard jako Nomble i Zola Williams jako Yama, członkinie Dora Milaje; Kerry Condon jako F.R.I.D.A.Y., sztuczna inteligencja stworzona przez Starka; William Hurt jako Thaddeus „Thunderbolt” Ross, Sekretarz stanu Stanów Zjednoczonych ; Jacob Batalon jako Ned Leeds, najlepszy przyjaciel Parkera oraz Isabella Amara, Tiffany Espensen i Ethan Dizon jako Sally Avril, Brian „Tiny” McKeever i Cindy Moon, koledzy szkolni Parkera .
Ross Marquand zastąpił Hugo Weavinga w roli Johanna Schmidta / Czerwonej Czaszki. Podwładni Thanosa, należący do Black Order zagrali: Terry Notary jako Cull Obsidian, Tom Vaughan-Lawlor jako Ebony Maw, Michael James Shaw jako Corvus Glaive oraz Monique Ganderton i Carrie Coon jako Proxima Midnight. Ganderton odegrała postać na planie za pomocą techniki motion-capture, a Coon udzieliła jej głosu.
W rolach cameo pojawili się: twórca komiksów Marvela, Stan Lee jako kierowca szkolnego autobusu; scenarzysta filmu, Stephen McFeely jako wspłółpracownik sekretarza Rossa; reżyser filmu Thor z 2011 roku, Kenneth Branagh jako głos Asgardczyka wzywającego pomoc oraz w scenie po napisach Samuel L. Jackson jako Nick Fury, były dyrektor T.A.R.C.Z.Y. i Cobie Smulders jako Maria Hill, wysoka rangą była agentka T.A.R.C.Z.Y..

## Produkcja

### Rozwój projektu

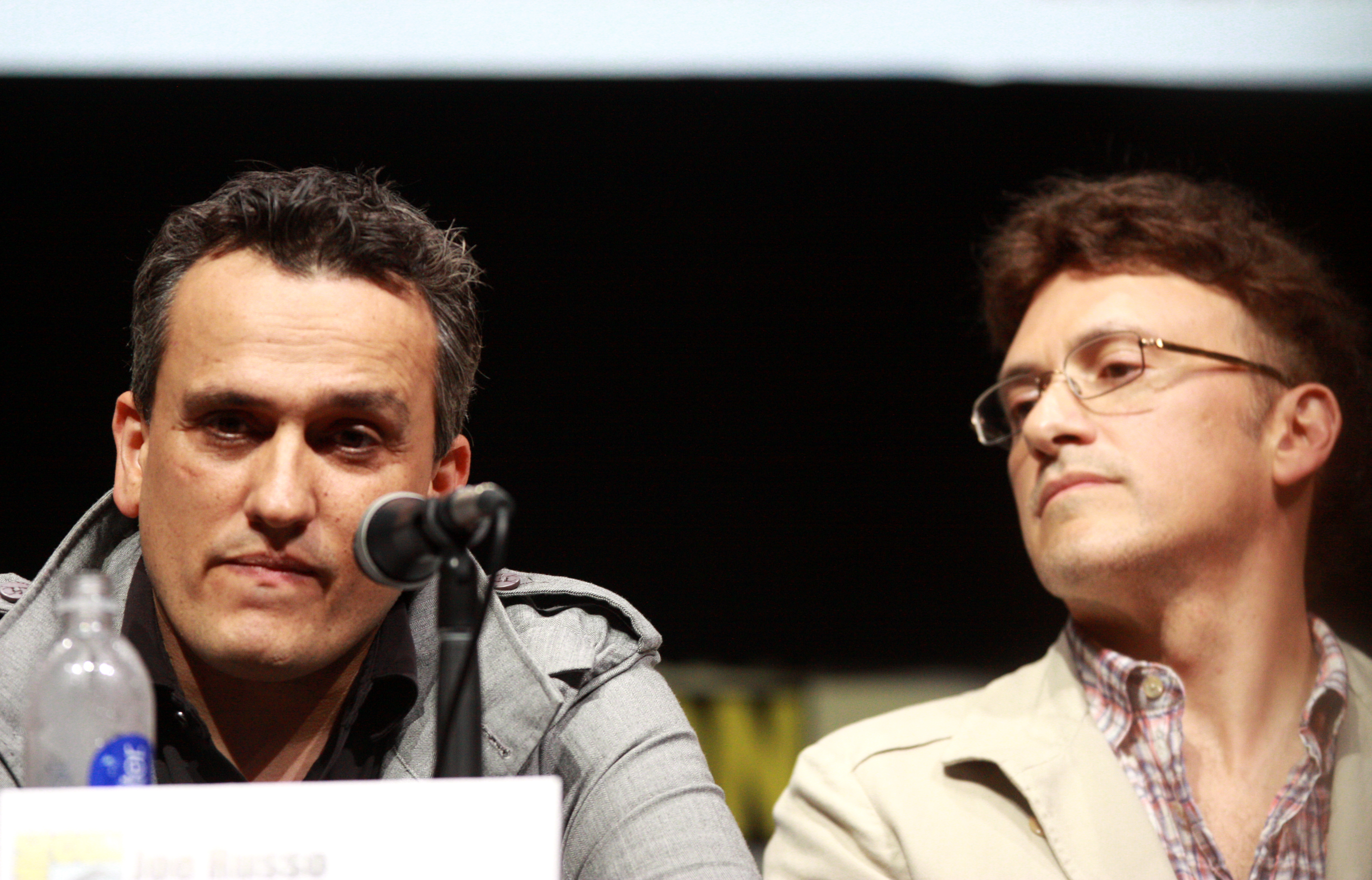
Anthony i Joe Russo, reżyserzy filmu

Począwszy od pierwszych filmów Marvel Studios zaplanowało adaptację historii z komiksu Infinity Gauntlet Jima Starlina z 1991 roku, wprowadzając Kamienie Nieskończoności jako MacGuffiny. Kamień Przestrzeni (ang. Space Stone) wprowadzono w filmie Kapitan Ameryka: Pierwsze starcie (2011) jako Tesserakt (ang. Tesseract), Kamień Umysłu (ang. Mind Stone) przedstawiono w filmie Avengers (2012) wewnątrz Berła (ang. Scepter), Kamień Rzeczywistości (ang. Reality Stone) w Thor: Mroczny świat (2013) jako Eter (ang. Aether), Kamień Mocy (ang. Power Stone) w Strażnikach Galaktyki (2014) jako Glob (ang. Orb), a Kamień Czasu (ang. Time Stone) w filmie Doktor Strange (2016) w naszyjniku Oko Agamotto (ang. Eye of Agamotto). Rękawice Nieskończoności pokazane zostały w filmach Thor i Avengers: Czas Ultrona, gdzie złoczyńca Thanos zdobył drugą z nich.
28 października 2014 roku podczas MarvelEvent, gdzie przedstawiono skład filmów III Fazy MCU, studio zapowiedziało dwuczęściową kontynuację Avengers: Czas Ultrona – Avengers: Infinity War Part 1 na 2018 rok i Part 2 na 2019. W kwietniu 2015 roku ujawniono, że za reżyserię będą odpowiedzialni bracia Anthony i Joe Russo, a w maju tego samego roku poinformowano, że scenariuszem zajmą się Christopher Markus i Stephen McFeely. Pracowali oni już wspólnie dla wytwórni przy filmach Kapitan Ameryka: Zimowy żołnierz i Kapitan Ameryka: Wojna bohaterów. W lipcu 2016 roku ujawniono, że Part 1 będzie nosiło tytuł po prostu Avengers: Infinity War, a Part 2 została oficjalnie bez tytułu
Markus i McFeely rozpoczęli prace poprzedzające napisanie scenariusza podczas zdjęć do filmu Kapitan Ameryka: Wojna bohaterów. Scenarzyści spędzili ten czas na czytaniu komiksów i spisywaniu pomysłów. Początkowo napisali 60 stron niezwiązanych ze sobą historii aby pokazać, co może się wydarzyć. Od lipca 2016 roku zaczęli pisać scenariusz. Bracia Russo oraz Markus i McFeely współpracowali ze wszystkimi reżyserami i scenarzystami filmów III Fazy Uniwersum. Po ogłoszeniu planów powstania filmu w 2014 roku Feige poinformował, że jest szansa na pojawienie się w filmie postaci z seriali. Bracia Russo ujawnili, że było to rozważane, ale okazało się niewykonalne, dlatego zdecydowali się skoncentrować tylko na świecie filmowym. Fabuła filmu była trzymana w tajemnicy do ostatniej chwili, aktorzy nie mieli scenariusza nawet w przeddzień rozpoczęcia zdjęć. Przeważnie dostawali tylko jego fragmenty, a w scenariuszu specjalnie zawarte były fałszywe sceny. W marcu 2018 roku przesunięto amerykańską premierę na wcześniejszy termin: 27 kwietnia. Za inspirację, poza Infinity Gauntlet, posłużyły również serie Infinity Jonathana Hickmana z 2013 roku i Secret Avengers z lat 2010 – 2015.

### Casting
W czerwcu 2013 roku poinformowano, że Robert Downey Jr. rozszerzył swój kontrakt ze studiem na kolejne filmy. W maju 2014 roku Josh Brolin podpisał kontrakt na rolę Thanosa obejmujący kilka filmów. We wrześniu potwierdzony został udział Jeremy’ego Rennera w roli Clinta Bartona, jednak w 2018 roku ujawniono, że aktor nie wystąpi jednak w tym filmie. W październiku 2014 roku Kevin Feige ogłosił, że Mark Ruffalo jako Hulk i Tom Hiddleston jako Loki pojawią się w filmie. W kwietniu 2015 roku Chris Hemsworth i Chris Evans potwierdzili swój udział. Rok później, w kwietniu 2016 roku do obsady dołączyli Chris Pratt jako Peter Quill i Elizabeth Olsen jako Wanda Maximoff / Scarlet Witch. W sierpniu poinformowano, że Sebastian Stan powróci jako Bucky Barnes. We wrześniu do obsady dołączyli Benedict Cumberbatch jako Stephen Strange, Paul Bettany jako Vision i Samuel L. Jackson jako Nick Fury, a w październiku dołączyli Cobie Smulders jako Maria Hill i Benedict Wong jako Wong.
W styczniu 2017 roku potwierdzono udział Toma Hollanda w roli Petera Parkera / Spider-Mana, Pom Klementieff jako Mantis, Zoe Saldañi jako Gamory, Karen Gillan jako Nebuli, Dave’a Bautisty jako Draxa i Vina Diesela jako głos Groota oraz poinformowano, że Peter Dinklage negocjuje rolę w filmie. Na początku lutego ujawniono, że Benicio del Toro zagra ponownie Taneleera Tivana, a pod koniec miesiąca, że w filmie wystąpi Scarlett Johansson jako Natasha Romanoff / Czarna Wdowa. W marcu Terry Notary poinformował, że wystąpi w filmie i ujawniono, że w obsadzie zaleźli się również Anthony Mackie jako Sam Wilson / Falcon i Isabella Amara jako Sally Avril.
W czerwcu poinformowano, że Danai Gurira zagra ponownie Okoye. Natomiast w lipcu ujawniono, że filmie wystąpią również Chadwick Boseman jako T’Challa / Czarna Pantera oraz Bradley Cooper jako głos Rocketa. W sierpniu poinformowano, że w obsadzie znaleźli się również: Letitia Wright jako Shuri, Gwyneth Paltrow jako Pepper Potts, Jon Favreau jako Happy Hogan i Tom Vaughan-Lawlor. Sceny z udziałem Favreau nie znalazły się ostatecznie w filmie. W październiku ujawniono, że w produkcji pojawi się Jacob Batalon jako Ned Leeds. Miesiąc później poinformowano, że swoje role powtórzą również: Florence Kasumba jako Ayo i Winston Duke jako M’Baku.
W marcu 2018 roku potwierdzono udział Dinklage’a oraz wyjawiono, że swoje role powtórzą Idris Elba jako Heimdall i Kerry Condon jako głos F.R.I.D.A.Y.. W kwietniu poinformowano, że Carrie Coon zagrała Proximę Midnight, Michael James Shaw wystąpił jako Corvus Glaive, Tiffany Espensen powtórzyła rolę Cindy Moon, natomiast Ross Marquand zastąpił Hugo Weavinga w roli Johanna Schmidta / Czerwonej Czaszki.

### Zdjęcia i postprodukcja

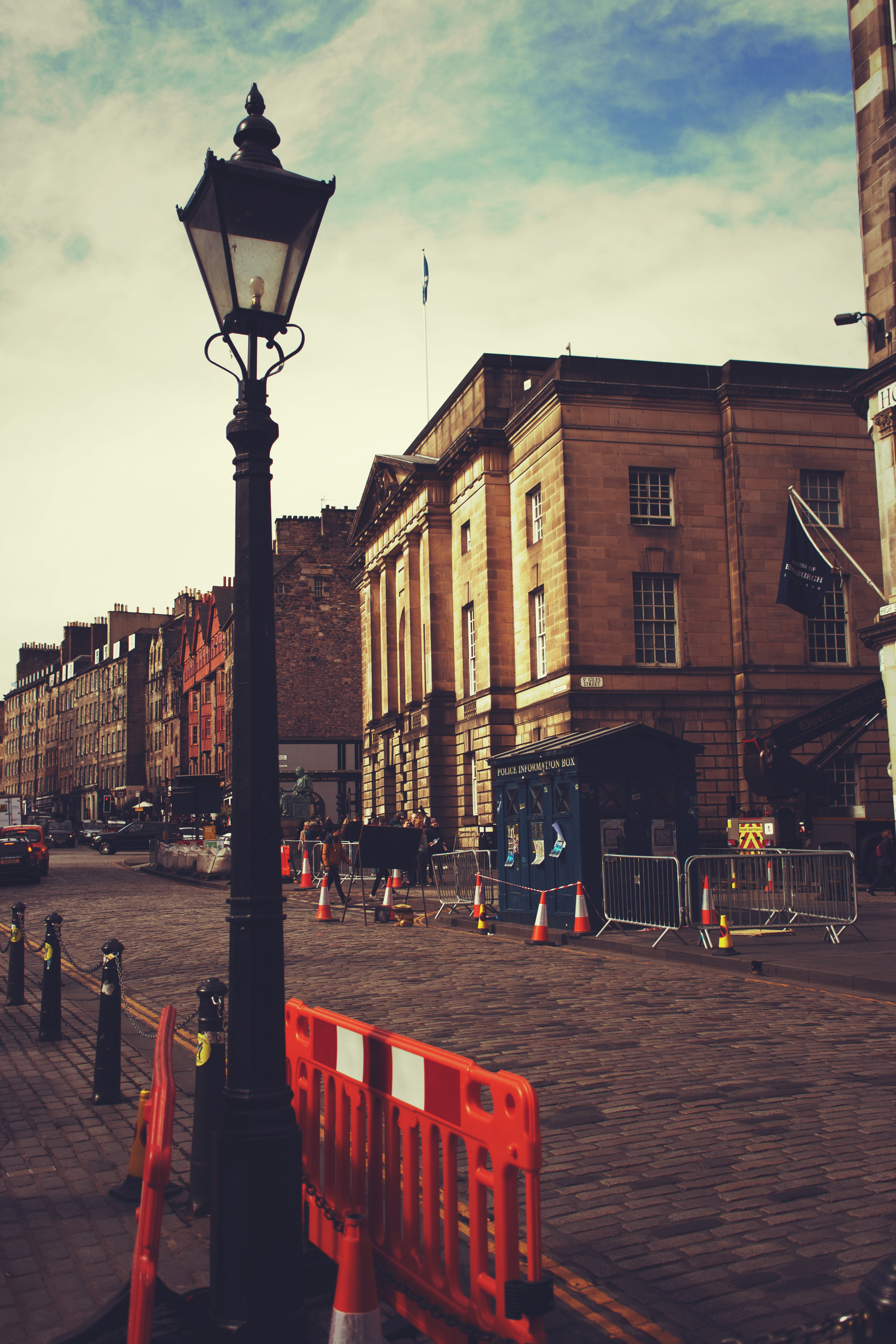
Plan zdjęciowy filmu w Edynburgu

Bracia Russo początkowo chcieli wykonać zdjęcia do filmu równocześnie z jego kontynuacją ze względu na obszerną obsadę i ograniczenie kosztów produkcji, a okres zdjęciowy dla obu produkcji miałby trwać około 9 miesięcy. Ostatecznie, w kwietniu 2017 roku, po rozpoczęciu zdjęć do filmu, Kevin Feige wyjawił, że jednak będą one realizowane jeden po drugim, ponieważ równoczesne kręcenie okazało się zbyt skomplikowane. Jednym z głównych powodów był fakt, że scenariusz do drugiego filmu nie był jeszcze ukończony. Mimo to, podczas kręcenia Wojny bez granic ostatecznie zrealizowano część zdjęć do Końca gry.
Zdjęcia do filmu rozpoczęto 23 stycznia 2017 w Pinewood Studios w Atlancie pod tytułem roboczym Mary Lou. 28 lutego zdjęcia do filmu przeniosły się do Szkocji, gdzie realizowane były w Edynburgu, Glasgow i w regionie Highlands. Film kręcono również w Wardpark Studios w Cumbernauld. Od 18 marca do 21 kwietnia kręcono sceny w Edynburgu. Pod koniec lipca zdjęcia przeniosły się do śródmieścia i do Central Parku w Atlancie, natomiast w połowie lipca nakręcono sceny w Queens w Nowym Jorku. Finałowa scena z udziałem Thanosa została nakręcona na Filipinach. Część scen w Wakandzie zostało zrealizowanych podczas produkcji filmu Czarna Pantera. Zdjęcia do filmu zakończyły się 14 lipca 2017 roku. Odpowiadał za nie Trent Opaloch. Scenografią zajął się Charles Wood, a kostiumy zaprojektowała Judianna Makovsky.
W styczniu 2017 roku poinformowano, że do czasu ukończenia zdjęć do filmu Wojna o prąd, Benedict Cumberbatch będzie zastąpiony na planie przez Aarona Lazara. Później zostały dokręcone ujęcia z twarzą aktora.
Montażem zajęli się Jeffrey Ford i Matthew Schmidt. Za efekty specjalne odpowiadali Dan DeLeeuw i Swen Gillberg, a zostały one stworzone przez studia produkcyjne: Industrial Light & Magic, Framestore, Method Studios, Weta Digital, DNEG, Cinesite, Digital Domain, Rise FX, Lola VFX, Territory Studio i Perception. Industrial Light & Magic przygotowało większość scen podczas bitwy w Wakandzie. Digital Domain pracowało między innymi nad sceną na statku z uchodźcami Asgardu, na planecie Knowhere i z młodą Gamorą. Weta Digital pracowało nad scenami walki z Thanosem na Tytanie. Framestore zajmowało się scenami w Nowym Jorku z początku filmu. Rise stworzyła między innymi scenę po napisach z Furym i Hill, sceny w quinjecie w drodze do Wakandy, oraz scenę między Buckym a Czarną Panterą. Method Studios odpowiadało za animację Groota i Rocketa oraz sceny ich podróży z Thorem, włącznie ze scenami na Nidavellirze. DNEG odpowiadało za sceny w Edynburgu i wewnątrz siedziby Avengers.

## Muzyka
W czerwcu 2016 roku poinformowano, że Alan Silvestri skomponuje muzykę do filmu. Ścieżka dźwiękowa nagrana została w Abbey Road Studios w Londynie przez London Symphony Orchestra pod kierownictwem Marka Grahama. Nagrania rozpoczęły się w styczniu, a zakończyły pod koniec marca 2018 roku. Album z muzyką Silvestriego, zatytułowany Avengers: Infinity War Original Motion Picture Soundtrack, został wydany cyfrowo 27 kwietnia 2018 roku, a wersja na płyty CD 18 maja tego samego roku przez Hollywood Records. Ukazały się jego dwie wersje: standardowa i Extended Deluxe.
W filmie wykorzystano ponadto kompozycję Ludwiga Göranssona z filmu Czarna Pantera w pierwszej scenie w Wakandzie oraz utwór „The Rubberband Man” zespołu The Spinners, który wybrał James Gunn dla pierwszej sceny ze Strażnikami Galaktyki w filmie.
| Avengers: Infinity War Original Motion Picture Soundtrack – 2018 | Avengers: Infinity War Original Motion Picture Soundtrack – 2018 | Avengers: Infinity War Original Motion Picture Soundtrack – 2018 | Avengers: Infinity War Original Motion Picture Soundtrack – 2018 |
| Nr                                                               | Tytuł utworu                                                     | Muzyka                                                           | Długość                                                          |
| ---------------------------------------------------------------- | ---------------------------------------------------------------- | ---------------------------------------------------------------- | ---------------------------------------------------------------- |
| 1.                                                               | „The Avengers”                                                   | Alan Silvestri                                                   | 0:25                                                             |
| 2.                                                               | „Travel Delays”                                                  | Alan Silvestri                                                   | 2:43                                                             |
| 3.                                                               | „Undying Fidelity”                                               | Alan Silvestri                                                   | 5:05                                                             |
| 4.                                                               | „He Won’t Come Out”                                              | Alan Silvestri                                                   | 2:31                                                             |
| 5.                                                               | „We Both Made Promises”                                          | Alan Silvestri                                                   | 2:22                                                             |
| 6.                                                               | „Help Arrives”                                                   | Alan Silvestri                                                   | 4:21                                                             |
| 7.                                                               | „Hand Means Stop”                                                | Alan Silvestri                                                   | 2:37                                                             |
| 8.                                                               | „You Go Right”                                                   | Alan Silvestri                                                   | 4:26                                                             |
| 9.                                                               | „Family Affairs”                                                 | Alan Silvestri                                                   | 3:51                                                             |
| 10.                                                              | „What More Could I Lose?”                                        | Alan Silvestri                                                   | 3:36                                                             |
| 11.                                                              | „A Small Price”                                                  | Alan Silvestri                                                   | 3:17                                                             |
| 12.                                                              | „Even for You”                                                   | Alan Silvestri                                                   | 2:14                                                             |
| 13.                                                              | „More Power”                                                     | Alan Silvestri                                                   | 4:07                                                             |
| 14.                                                              | „Charge!”                                                        | Alan Silvestri                                                   | 3:28                                                             |
| 15.                                                              | „Forge”                                                          | Alan Silvestri                                                   | 4:22                                                             |
| 16.                                                              | „Catch”                                                          | Alan Silvestri                                                   | 6:04                                                             |
| 17.                                                              | „Haircut and Beard”                                              | Alan Silvestri                                                   | 3:02                                                             |
| 18.                                                              | „A Lot to Figure Out”                                            | Alan Silvestri                                                   | 2:01                                                             |
| 19.                                                              | „The End Game”                                                   | Alan Silvestri                                                   | 2:17                                                             |
| 20.                                                              | „I Feel You”                                                     | Alan Silvestri                                                   | 2:48                                                             |
| 21.                                                              | „What Did It Cost?”                                              | Alan Silvestri                                                   | 2:25                                                             |
| 22.                                                              | „Porch”                                                          | Alan Silvestri                                                   | 0:59                                                             |
| 23.                                                              | „Infinity War”                                                   | Alan Silvestri                                                   | 2:35                                                             |
|                                                                  |                                                                  |                                                                  | 1:11:36                                                          |

| Avengers: Infinity War Original Motion Picture Soundtrack – Extended Deluxe Edition – 2018 | Avengers: Infinity War Original Motion Picture Soundtrack – Extended Deluxe Edition – 2018 | Avengers: Infinity War Original Motion Picture Soundtrack – Extended Deluxe Edition – 2018 | Avengers: Infinity War Original Motion Picture Soundtrack – Extended Deluxe Edition – 2018 |
| Nr                                                                                         | Tytuł utworu                                                                               | Muzyka                                                                                     | Długość                                                                                    |
| ------------------------------------------------------------------------------------------ | ------------------------------------------------------------------------------------------ | ------------------------------------------------------------------------------------------ | ------------------------------------------------------------------------------------------ |
| 1.                                                                                         | „The Avengers”                                                                             | Alan Silvestri                                                                             | 0:25                                                                                       |
| 2.                                                                                         | „Travel Delays (Extended)”                                                                 | Alan Silvestri                                                                             | 4:45                                                                                       |
| 3.                                                                                         | „Undying Fidelity”                                                                         | Alan Silvestri                                                                             | 5:05                                                                                       |
| 4.                                                                                         | „No More Surprises”                                                                        | Alan Silvestri                                                                             | 4:04                                                                                       |
| 5.                                                                                         | „He Won’t Come Out (Extended)”                                                             | Alan Silvestri                                                                             | 3:39                                                                                       |
| 6.                                                                                         | „Field Trip”                                                                               | Alan Silvestri                                                                             | 3:36                                                                                       |
| 7.                                                                                         | „Wake Him Up”                                                                              | Alan Silvestri                                                                             | 4:04                                                                                       |
| 8.                                                                                         | „We Both Made Promises (Extended)”                                                         | Alan Silvestri                                                                             | 4:27                                                                                       |
| 9.                                                                                         | „Help Arrives (Extended)”                                                                  | Alan Silvestri                                                                             | 5:38                                                                                       |
| 10.                                                                                        | „Hand Means Stop / You Go Right (Extended)”                                                | Alan Silvestri                                                                             | 7:18                                                                                       |
| 11.                                                                                        | „One Way Ticket”                                                                           | Alan Silvestri                                                                             | 3:27                                                                                       |
| 12.                                                                                        | „Family Affairs (Extended)”                                                                | Alan Silvestri                                                                             | 5:37                                                                                       |
| 13.                                                                                        | „What More Could I Lose? (Extended)”                                                       | Alan Silvestri                                                                             | 5:07                                                                                       |
| 14.                                                                                        | „A Small Price”                                                                            | Alan Silvestri                                                                             | 3:17                                                                                       |
| 15.                                                                                        | „Even for You”                                                                             | Alan Silvestri                                                                             | 2:15                                                                                       |
| 16.                                                                                        | „Morning After”                                                                            | Alan Silvestri                                                                             | 2:08                                                                                       |
| 17.                                                                                        | „Is He Always Like This?”                                                                  | Alan Silvestri                                                                             | 3:23                                                                                       |
| 18.                                                                                        | „More Power”                                                                               | Alan Silvestri                                                                             | 4:07                                                                                       |
| 19.                                                                                        | „Charge!”                                                                                  | Alan Silvestri                                                                             | 3:28                                                                                       |
| 20.                                                                                        | „Forge”                                                                                    | Alan Silvestri                                                                             | 4:22                                                                                       |
| 21.                                                                                        | „Catch”                                                                                    | Alan Silvestri                                                                             | 6:04                                                                                       |
| 22.                                                                                        | „Haircut and Beard (Extended)”                                                             | Alan Silvestri                                                                             | 3:51                                                                                       |
| 23.                                                                                        | „A Lot to Figure Out (Extended)”                                                           | Alan Silvestri                                                                             | 3:08                                                                                       |
| 24.                                                                                        | „The End Game (Extended)”                                                                  | Alan Silvestri                                                                             | 2:34                                                                                       |
| 25.                                                                                        | „Get That Arm / I Feel You (Extended)”                                                     | Alan Silvestri                                                                             | 4:45                                                                                       |
| 26.                                                                                        | „What Did It Cost? (Extended)”                                                             | Alan Silvestri                                                                             | 3:35                                                                                       |
| 27.                                                                                        | „Porch”                                                                                    | Alan Silvestri                                                                             | 0:59                                                                                       |
| 28.                                                                                        | „Infinity War”                                                                             | Alan Silvestri                                                                             | 2:35                                                                                       |
| 29.                                                                                        | „Old Tech”                                                                                 | Alan Silvestri                                                                             | 1:06                                                                                       |
| 30.                                                                                        | „End Credits”                                                                              | Alan Silvestri                                                                             | 7:31                                                                                       |
|                                                                                            |                                                                                            |                                                                                            | 1:56:20                                                                                    |

## Promocja

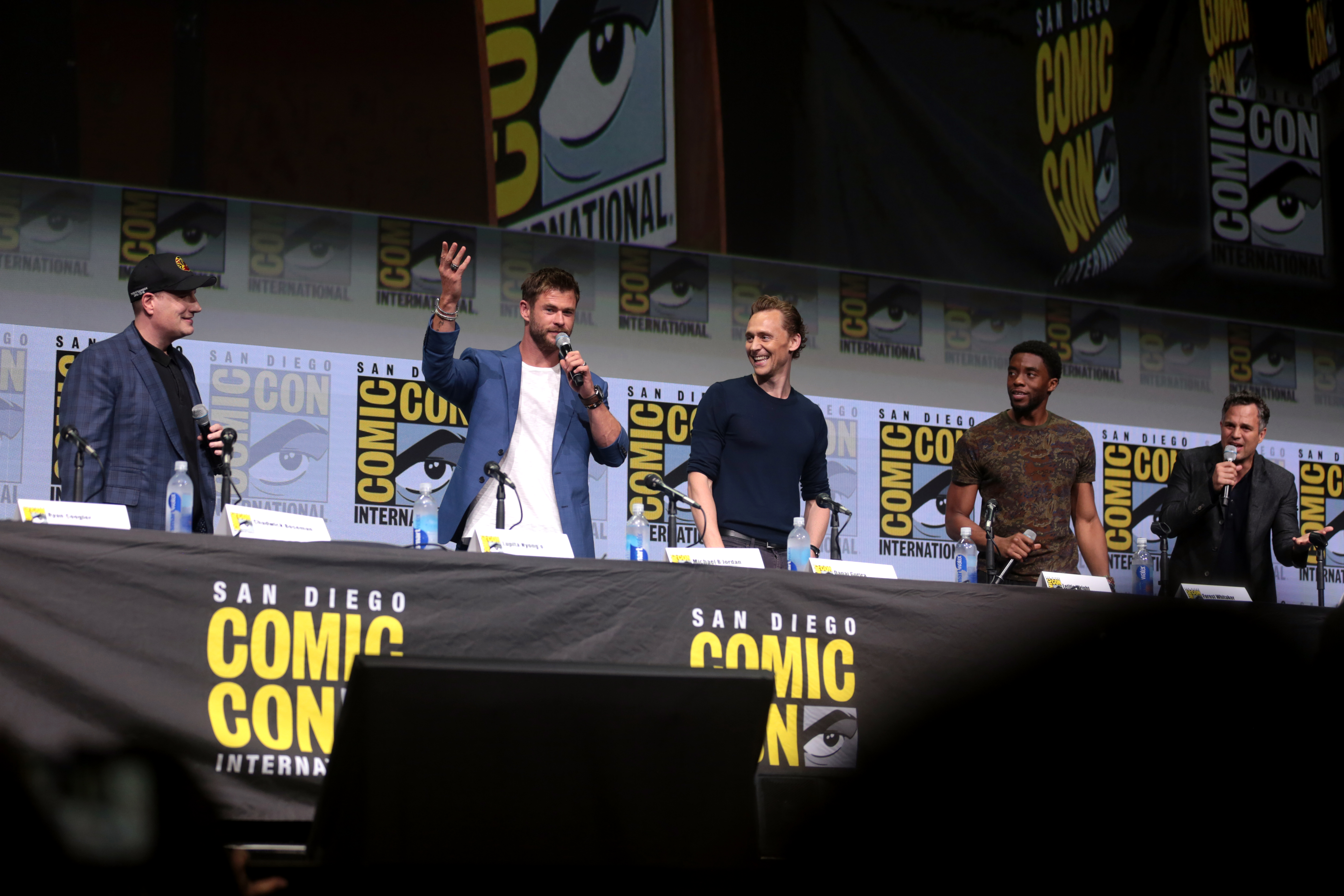
Feige, Hemsworth, Hiddleston, Boseman i Ruffalo podczas San Diego Comic-Conu

28 października 2014 roku podczas MarvelEvent została zaprezentowana krótka zapowiedź filmu prezentująca przedstawione do tej pory Kamienie nieskończoności oraz Thanosa z Rękawicą nieskończoności. W lipcu 2017 roku podczas D23 Expo zostały zaprezentowane naturalnej wielkości figury przedstawiające Thanosa oraz jego dzieci: Corvusa Glaive’a, Proximę Midnight, Ebony’ego Mawa i Culla Obsidiana. Podczas tego samego wydarzenia na jednym z paneli pojawili się Kevin Feige, Joe Russo, Robert Downey Jr., Josh Brolin, Paul Bettany, Elizabeth Olsen, Pom Klementieff, Karen Gillan, Dave Bautista, Don Cheadle, Anthony Mackie, Benedict Cumberbatch, Sebastian Stan, Tom Holland, Chadwick Boseman, Mark Ruffalo i Chris Hemsworth. Zostały wtedy zaprezentowane fragmenty filmu. Te same fragmenty zostały pokazane także kilka dni później publiczności podczas San Diego Comic-Conu. Od 17 do 23 lipca film zgromadził ponad 90 tysięcy konwersacji w mediach społecznościowych, natomiast do 16 października tego samego roku wygenerował on prawie 680 tysięcy konwersacji.
Dzień przed wydaniem pierwszego zwiastuna studio wypuściło nagranie ze zwiastunami z poprzednich filmów zmontowanych razem z reakcjami fanów na nie. Pierwszy zwiastun został zaprezentowany 29 listopada 2017 roku w trakcie programu Good Morning America. Został on obejrzany prawie 500 tysięcy razy w ciągu 15 minut od opublikowania go na portalu YouTube oraz 230 milionów razy po 24 godzinach, stając się najczęściej oglądanym zwiastunem pokonując poprzedni rekord, należący do filmu To. 4 lutego 2018 roku, podczas LII Super Bowl został wyemitowany zwiastun reklamowy filmu. 16 marca 2018 zaprezentowano drugi zwiastun, który wygenerował ponad milion odsłon w ciągu trzech godzin, a w ciągu 24 godzin – ponad 179 milionów.
Partnerami promocyjnymi filmu były firmy Coca-Cola, Quicken Loans, Infiniti QX50, Ziploc, Go-Gurt, Yoplait, Synchrony Bank, American Airlines, Duracell, Unilever, Quaker Oats Company, Chevron Corporation, Samsung i Stand Up to Cancer. Kampania marketingowa wyniosła 150 milionów dolarów.
Komiksy powiązane
24 stycznia i 28 lutego 2018 roku Marvel Comics wydało dwu-zeszytowy komiks powiązany Avengers: Infinity War Prelude, za którego scenariusz odpowiadał Will Corona Pilgrim, a za rysunki Tigh Walker i Jorge Fornés.
5 grudnia 2018, 9 stycznia i 20 lutego 2019 roku został wydany trzy-zeszytowy komiks Avengers: Endgame Prelude, który jest adaptacją filmu Avengers: Wojna bez granic. Pilgrim ponownie napisał scenariusz, a za rysunki odpowiadał Paco Diaz.

## Wydanie
Światowa premiera Avengers: Wojna bez granic miała miejsce 23 kwietnia 2018 roku w Los Angeles. W wydarzeniu uczestniczyła obsada i ekipa produkcyjna filmu, oraz zaproszeni specjalni goście. Premierze tej towarzyszył czerwony dywan oraz szereg konferencji prasowych.
Film zadebiutował dla szerszej publiczności 25 kwietnia, między innymi w Australii, Francji, Holandii, Szwecji, Nowej Zelandii i we Włoszech. Dzień później, 26 kwietnia, w Polsce, Brazylii, Niemczech, Singapurze, Grecji i na Węgrzech. W Stanach Zjednoczonych, Kanadzie, Bułgarii, Japonii, Hiszpanii, Turcji, Wietnamie i Wielkiej Brytanii film pojawił się w kinach 27 kwietnia tego samego roku. W Rosji zadebiutował 3 maja, a Chinach dopiero 11 maja.
Film został wydany cyfrowo w Stanach Zjednoczonych 31 lipca 2018 roku przez Walt Disney Studios Home Entertainment, a 14 sierpnia tego samego roku na nośnikach DVD i Blu-ray. W Polsce został on wydany 5 września tego samego roku przez Galapagos.
11 listopada 2019 roku został wydany również w 14-dyskowej wersji kolekcjonerskiej Marvel Cinematic Universe: Phase Three Collection – Part 2, która zawiera 6 filmów kończących Fazę Trzecią, a 15 listopada tego samego roku w specjalnej wersji zawierającej 23 filmy franczyzy tworzące The Infinity Saga.

## Odbiór

### Box office
Avengers: Wojna bez granic mając budżet wynoszący 316 milionów dolarów, w pierwszym tygodniu wyświetlania zarobił na świecie ponad 640 milionów dolarów, z czego ponad 250 milionów w Stanach Zjednoczonych i Kanadzie. Jego łączny przychód z biletów na świecie osiągnął prawie 2,05 miliarda dolarów, z czego w Stanach Zjednoczonych i Kanadzie zarobił prawie 680 milionów. Wynik finansowy w wysokości 2 miliardów dolarów dał mu czwarte miejsce wśród najbardziej dochodowych filmów wszech czasów oraz pierwsze miejsce wśród filmów w 2018 roku, filmów franczyzy oraz filmów o superbohaterach.
Przedsprzedaż biletów w Stanach Zjednoczonych rozpoczęła się 16 marca 2018 roku. Fandango i Atom Tickets poinformowały, że Avengers: Wojna bez granic pobił rekord w ciągu pierwszych 24 godzin.
Na początku marca prognozy na weekend otwarcia w Stanach Zjednoczonych zakładały dochód na poziomie 215 milionów dolarów. Na dwa tygodnie przed premierą zostały one zwiększone do 235-255 milionów.
Film w weekend otwarcia w Chinach uzyskał ponad 191 milionów dolarów uplasowując się jako drugi wynik na świecie po Stanach Zjednoczonych i Kanadzie. Wojna bez granic zarobiła tam w sumie prawie 350 milionów. Do największych rynków poza Chinami należały również: Wielka Brytania (96,6 miliona), Korea Południowa (81,7 miliona), Brazylia (66,7 miliona), Meksyk (60 milionów), Niemcy (45,4 miliona), Francja (47,7 miliona), Australia (46,8 miliona), Indie (43,6 miliona), Rosja (34,6 miliona) i Japonia (33,9 miliona). W Polsce w weekend otwarcia film zarobił prawie 2,6 miliona dolarów, a w sumie prawie 7,4 miliona.

#### Rekordy
- Najlepszy weekend otwarcia na świecie[136]
- Najwyższy wynik dla filmu o superbohaterach na świecie[132]
- Najszybciej osiągnięte miliard i półtora miliarda dolarów na świecie[132][137]
- Najlepiej zarabiający film 2018 roku na świecie[132]
- Najlepszy weekend otwarcia w Stanach Zjednoczonych i Kanadzie[132]
- Najlepszy weekend otwarcia dla kategorii wiekowej PG-13 w Stanach Zjednoczonych i Kanadzie[132]
- Najlepszy weekend wiosenny otwarcia w Stanach Zjednoczonych i Kanadzie[132]
- Najlepszy weekend kwietniowy otwarcia w Stanach Zjednoczonych i Kanadzie[132]
- Najlepszy trzydniowy weekend otwarcia w Stanach Zjednoczonych i Kanadzie[132]
- Najwyższy wynik dla soboty w Stanach Zjednoczonych i Kanadzie[132]
- Najwyższy wynik dla niedzieli w Stanach Zjednoczonych i Kanadzie[132]
- Najwyższy wynik dla kwietniowego poniedziałku w Stanach Zjednoczonych i Kanadzie[132]
- Najszybciej osiągnięte 150, 200 i 250 milionów dolarów w Stanach Zjednoczonych i Kanadzie[132]
- Najlepiej zarabiający film: Boliwia, Brazylia, Chile, Ekwador, Filipiny, Indonezja, Malezja, Meksyk, Mongolia, Peru, Singapur, Tajlandia, Wenezuela i Wietnam[138][139][140]
- Najlepszy weekend otwarcia: Boliwia, Brazylia, Chile, Chiny, Ekwador, Filipiny, Hongkong, Indonezja, Korea Południowa, Malezja, Meksyk, Peru, Rosja, Tajlandia, Wenezuela, Wietnam i Zjednoczone Emiraty Arabskie[141][142][143][144]
- Najlepszy pierwszy dzień otwarcia: Boliwia, Brazylia, Chile, Filipiny, Hongkong, Indonezja, Korea Południowa, Malezja, Peru, Rosja, Tajlandia, Wietnam i Zjednoczone Emiraty Arabskie[137][144][145]

### Krytyka w mediach
Film spotkał się z pozytywną reakcją krytyków. W serwisie Rotten Tomatoes 85% z 474 recenzji uznano za pozytywne, a średnia ocen wystawionych na ich podstawie wyniosła 7,6 na 10. Na portalu Metacritic średnia ważona ocen z 54 recenzji wyniosła 68 punktów na 100. Natomiast według serwisu CinemaScore, zajmującego się mierzeniem atrakcyjności filmów w Stanach Zjednoczonych, publiczność przyznała mu ocenę A w skali od F do A+.
Peter Travers z magazynu „Rolling Stone” napisał, że film ten „to wiele dobrych rzeczy” oraz stwierdził, że „najwyraźniej bracia Russo nigdy nie poznali zasady, że mniej znaczy więcej”. Richard Roeper z „Chicago Sun-Times” określił film jako „największy i najbardziej ambitny” Marvela, jednak zaznaczył, że „nie jest on najlepszy. Jednak jest w nim pełno akcji, humoru i serca, oraz skutecznie trzyma w napięciu.” Pochwalił on również grę Josha Brolina pisząc, że „jest to najbardziej interesujący występ w filmie”. Natomiast Justin Chang z „Los Angeles Times” stwierdził, że Avengers: Wojna bez granic jest „energiczna, od czasu do czasu porywająca i graniczna kontynuacja sagi, która ostatecznie i rozsądnie wydaje się zbliżać do końca”. Todd McCarthy z „The Hollywood Reporter” napisał, że: „punkt kulminacyjny jest zaskakujący... żaden fan Marvela nie wyjdzie, zanim długi zwój napisów końcowych ustąpi tradycyjnemu kickerowi na samym końcu, który wzmacnia zakończenie, podając jeszcze więcej pytań niż odpowiedzi. Dzięki temu miliony fanów będą debatować o tym, co to wszystko znaczy, aż do następnej części”. Owen Gleiberman z „Variety” stwierdził „Świadomie przepełniony mashup Marvela okazuje się olśniewającą zabawą, pomimo faktu, że jest tak wielu superbohaterów nie oznacza, że jacyś są mniej wyjątkowi”. A.O. Scott z „The New York Times” napisał: „Akcja jest szczególnie żmudna i przewidywalna. Mam na myśli zarówno sceny walki i latania, jak i ogólny rytm pierwszych dwóch godzin”. Helen O’Hara z „Empire Magazine” stwierdziła: „Trudno by jakikolwiek film sprostał poziomowi podniebnego szumu i zadowolił fanów każdej z tych postaci. W cudowny sposób rozwala twoje oczekiwania i wywołuje szok za szokiem”.
Krzysztof Pielaszek z portalu IGN Polska zadał pytanie: „Czy warto obejrzeć nową odsłonę Avengers?” i odpowiedział: „Jasne. Nawet kilka razy. Jest to coś unikalnego. Doświadczenie inne niż wszystkie. Przy tym jednocześnie bardzo dobry film rozrywkowy. Zrobiony z sercem i pomysłem. Ma kilka drobnych wad, ale ciężko zwrócić na nie uwagę, gdy tyle się dzieje. Najprawdopodobniej najlepszy blockbuster tego roku.”. Michał Walkiewicz z Filmweb stwierdził: „Nie jestem orłem z matematyki, ale nawet ja wiem, że przy osiemnastu filmach, blisko trzydziestu wiodących postaciach, dwudziestoletnim planie biznesowym oraz czternastu miliardach dolarów przychodu, oczekiwania widzów stają się policzalne. Na szczęście bracia Joe i Anthony Russo – reżyserzy, którzy zjedli zęby na niskobudżetowych produkcjach, a w świat blockbusterów wkroczyli razem z drzwiami i framugą – nie od parady są gwiazdami kinowego uniwersum Marvela. Rozbuchana formalnie i zarazem zaskakująco intymna Wojna bez granic to filmowy ekwiwalent piaskownicy, w której mieszczą się wszystkie zabawki świata.”. Natomiast Szymon Goraj z Movies Room napisał, że „Bracia Russo po raz trzeci poprowadzili bohaterów Marvela do walki, i po raz trzeci odnieśli miażdżące zwycięstwo. Wojna bez granic spokojnie może uchodzić za wzór, jak tworzyć blockbustery.”. Joanna Kułakowska z gram.pl stwierdziła: „Najnowsza odsłona uniwersum MCU zapiera dech w piersiach – to zarówno świetny film o superbohaterach, jak i elektryzujący dramat... wojenny”.

### Nagrody i nominacje

#### 2018
| Ceremonia                                      | Kategoria                                                   | Nominowani                                                                      | Rezultat  | Przypis         |
| ---------------------------------------------- | ----------------------------------------------------------- | ------------------------------------------------------------------------------- | --------- | --------------- |
| Golden Trailer Awards                          | Najlepszy zwiastun dla filmu akcji                          | Avengers: Wojna bez granic                                                      | Nominacja | [ 160 ]         |
| Golden Trailer Awards                          | Najlepszy teaser                                            | Avengers: Wojna bez granic                                                      | Nominacja | [ 160 ]         |
| Golden Trailer Awards                          | Najlepsza muzyka w zwiastunie filmowym                      | Avengers: Wojna bez granic                                                      | Nominacja | [ 160 ]         |
| MTV Movie & TV Awards                          | Najlepszy film                                              | Avengers: Wojna bez granic                                                      | Nominacja | [ 161 ]         |
| MTV Movie & TV Awards                          | Najlepszy czarny charakter                                  | Josh Brolin                                                                     | Nominacja | [ 161 ]         |
| MTV Movie & TV Awards                          | Najlepsza walka                                             | Carrie Coon, Danai Gurira, Elizabeth Olsen, Scarlett Johansson                  | Nominacja | [ 161 ]         |
| BET Awards                                     | Najlepszy aktor                                             | Chadwick Boseman                                                                | Wygrana   | [ 162 ] [ 163 ] |
| BET Awards                                     | Najlepsza aktorka                                           | Letitia Wright                                                                  | Nominacja | [ 162 ] [ 163 ] |
| Teen Choice Awards                             | Ulubiony film akcji                                         | Avengers: Wojna bez granic                                                      | Wygrana   | [ 164 ]         |
| Teen Choice Awards                             | Ulubiony aktor w filmie akcji                               | Chris Evans                                                                     | Nominacja | [ 164 ]         |
| Teen Choice Awards                             | Ulubiony aktor w filmie akcji                               | Robert Downey Jr.                                                               | Wygrana   | [ 164 ]         |
| Teen Choice Awards                             | Ulubiony aktor w filmie akcji                               | Tom Holland                                                                     | Nominacja | [ 164 ]         |
| Teen Choice Awards                             | Ulubiona aktorka w filmie akcji                             | Elizabeth Olsen                                                                 | Nominacja | [ 164 ]         |
| Teen Choice Awards                             | Ulubiona aktorka w filmie akcji                             | Scarlett Johansson                                                              | Wygrana   | [ 164 ]         |
| Teen Choice Awards                             | Ulubiona aktorka w filmie akcji                             | Zoe Saldaña                                                                     | Nominacja | [ 164 ]         |
| Teen Choice Awards                             | Ulubiony czarny charakter                                   | Josh Brolin                                                                     | Nominacja | [ 164 ]         |
| Teen Choice Awards                             | Ulubiony pocałunek                                          | Chris Pratt, Zoe Saldaña                                                        | Nominacja | [ 164 ]         |
| Teen Choice Awards                             | Najlepszy wybuch złości                                     | Mark Ruffalo                                                                    | Nominacja | [ 164 ]         |
| Hollywood Post Alliance Awards                 | Najlepsze efekty specjalne w filmie                         | Matt Aitken, Charles Tait, Paul Story, Marvyn Young, David Conley, Weta Digital | Wygrana   | [ 165 ]         |
| Hollywood Post Alliance Awards                 | Najlepsza kolorystyka w filmie                              | Steven J. Scott, Charles Bunnag, Technicolor                                    | Nomiancja | [ 165 ]         |
| Hollywood Post Alliance Awards                 | Najlepszy dźwięk w filmie                                   | Shannon Mills, Daniel Laurie, Tom Johnson, Juan Peralta, Skywalker Sound        | Nominacja | [ 165 ]         |
| Hollywood Film Awards                          | Najlepsze efekty specjalne                                  | Dan DeLeeuw, Kelly Port, Russell Earl, Daniel Sudick                            | Nominacja | [ 166 ]         |
| Washington D.C. Area Film Critics Association  | Najlepsza gra przy użyciu technologii przechwytywania ruchu | Josh Brolin                                                                     | Wygrana   | [ 167 ]         |
| Los Angeles Online Film Critics Society Awards | Najlepszy film akcji                                        | Avengers: Wojna bez granic                                                      | Nominacja | [ 168 ]         |
| Los Angeles Online Film Critics Society Awards | Najlepszy blockbuster                                       | Avengers: Wojna bez granic                                                      | Nominacja | [ 168 ]         |
| Los Angeles Online Film Critics Society Awards | Najlepsze efekty specjalne                                  | Avengers: Wojna bez granic                                                      | Wygrana   | [ 168 ]         |
| Los Angeles Online Film Critics Society Awards | Najlepsza praca kaskaderów                                  | Avengers: Wojna bez granic                                                      | Nominacja | [ 168 ]         |
| Los Angeles Online Film Critics Society Awards | Najlepsza gra przy udziale efektów specjalnych lub animacji | Josh Brolin                                                                     | Wygrana   | [ 168 ]         |
| People’s Choice Awards                         | Ulubiony film                                               | Avengers: Wojna bez granic                                                      | Wygrana   | [ 169 ]         |
| People’s Choice Awards                         | Ulubiony film akcji                                         | Avengers: Wojna bez granic                                                      | Wygrana   | [ 169 ]         |
| People’s Choice Awards                         | Ulubiony aktor filmowy                                      | Chris Hemsworth                                                                 | Nominacja | [ 169 ]         |
| People’s Choice Awards                         | Ulubiony aktor filmowy                                      | Robert Downey Jr.                                                               | Nominacja | [ 169 ]         |
| People’s Choice Awards                         | Ulubiona aktorka filmowa                                    | Scarlett Johansson                                                              | Wygrana   | [ 169 ]         |
| People’s Choice Awards                         | Ulubiony aktor lub aktorka w filmie akcji                   | Chris Hemsworth                                                                 | Nominacja | [ 169 ]         |
| Phoenix Critics Circle Awards                  | Najlepszy film na podstawie komiksu lub powieści graficznej | Avengers: Wojna bez granic                                                      | Nominacja | [ 170 ]         |
| St. Louis Film Critics Association             | Najlepsze efekty specjalne                                  | Dan DeLeeuw, Kelly Port, Russell Earl, Daniel Sudick                            | Wygrana   | [ 171 ]         |
| St. Louis Film Critics Association             | Najlepszy film akcji                                        | Avengers: Wojna bez granic                                                      | Nominacja | [ 171 ]         |
| St. Louis Film Critics Association             | Specjalne wyróżnienie                                       | Avengers: Wojna bez granic – Przybycie Thora do Wakandy                         | Nominacja | [ 171 ]         |
| Seattle Film Critics Society                   | Najlepsze efekty specjalne                                  | Dan DeLeeuw, Kelly Port, Russell Earl, Daniel Sudick                            | Nominacja | [ 172 ]         |
| Seattle Film Critics Society                   | Najlepszy złoczyńca                                         | Josh Brolin                                                                     | Nominacja | [ 172 ]         |
| Nevada Film Critics Society Awards             | Najlepsze efekty specjalne                                  | Dan DeLeeuw, Kelly Port, Russell Earl, Daniel Sudick                            | Wygrana   | [ 173 ]         |
| Florida Film Critics Circle Awards             | Najlepsze efekty specjalne                                  | Dan DeLeeuw, Kelly Port, Russell Earl, Daniel Sudick                            | Nominacja | [ 174 ]         |
| Golden Schmoes Awards                          | Ulubiony film                                               | Avengers: Wojna bez granic                                                      | Wygrana   | [ 175 ]         |
| Golden Schmoes Awards                          | Najlepszy scenariusz                                        | Avengers: Wojna bez granic                                                      | Nominacja | [ 175 ]         |
| Golden Schmoes Awards                          | Najbardziej przeceniony film                                | Avengers: Wojna bez granic                                                      | Nominacja | [ 175 ]         |
| Golden Schmoes Awards                          | Najlepszy film fantastycznonaukowy                          | Avengers: Wojna bez granic                                                      | Wygrana   | [ 175 ]         |
| Golden Schmoes Awards                          | Ulubiony plakat filmowy                                     | Avengers: Wojna bez granic                                                      | Wygrana   | [ 175 ]         |
| Golden Schmoes Awards                          | Najlepszy zwiastun filmowy                                  | Avengers: Wojna bez granic                                                      | Wygrana   | [ 175 ]         |
| Golden Schmoes Awards                          | Najlepsze wydanie blu-ray                                   | Avengers: Wojna bez granic                                                      | Wygrana   | [ 175 ]         |
| Golden Schmoes Awards                          | Najlepsze efekty specjalne                                  | Avengers: Wojna bez granic                                                      | Wygrana   | [ 175 ]         |
| Golden Schmoes Awards                          | Najlepsza muzyka                                            | Avengers: Wojna bez granic                                                      | Nominacja | [ 175 ]         |
| Golden Schmoes Awards                          | Najlepsza reżyseria                                         | Anthony i Joe Russo                                                             | Wygrana   | [ 175 ]         |
| Golden Schmoes Awards                          | Najlepszy aktor drugoplanowy                                | Josh Brolin                                                                     | Wygrana   | [ 175 ]         |
| Golden Schmoes Awards                          | Najfajniejsza postać                                        | Josh Brolin – Thanos                                                            | Wygrana   | [ 175 ]         |
| Golden Schmoes Awards                          | Najbardziej pamiętany moment w filmie                       | Avengers: Wojna bez granic – pstryknięcie                                       | Wygrana   | [ 175 ]         |
| Golden Schmoes Awards                          | Najlepszy tekst w filmie                                    | Avengers: Wojna bez granic –„Mr. Stark, I don’t feel so good.”                  | Wygrana   | [ 175 ]         |
| Golden Schmoes Awards                          | Najlepszy tekst w filmie                                    | Avengers: Wojna bez granic – „Why is Gamora?”                                   | Nominacja | [ 175 ]         |

#### 2019
| Ceremonia                                   | Kategoria                                                                         | Nominowani                                                                  | Rezultat  | Przypis |
| ------------------------------------------- | --------------------------------------------------------------------------------- | --------------------------------------------------------------------------- | --------- | ------- |
| North Carolina Film Critics Association     | Najlepsze efekty specjalne                                                        | Dan DeLeeuw, Kelly Port, Russell Earl, Daniel Sudick                        | Nominacja | [ 176 ] |
| Austin Film Critics Association             | Najlepsza gra przy użyciu technologii przechwytywania ruchu i efektów specjalnych | Josh Brolin                                                                 | Wygrana   | [ 177 ] |
| Austin Film Critics Association             | Najlepszy filmowy zespół aktorski                                                 | Avengers: Wojna bez granic                                                  | Nominacja | [ 177 ] |
| Georgia Film Critics Association            | Oglethorpe Award                                                                  | Avengers: Wojna bez granic                                                  | Nominacja | [ 178 ] |
| Denver Film Critics Awards                  | Najlepsze efekty specjalne                                                        | Dan DeLeeuw, Kelly Port, Russell Earl, Daniel Sudick                        | Wygrana   | [ 179 ] |
| Golden Reel Awards                          | Najlepszy montaż dźwięku w filmie pełnometrażowym - efekty i imitacje dźwiękowe   | Avengers: Wojna bez granic                                                  | Nominacja | [ 180 ] |
| Online Film & Television Association        | Najlepszy dźwięk                                                                  | Avengers: Wojna bez granic                                                  | Nominacja | [ 181 ] |
| Online Film & Television Association        | Najlepsze efekty specjalne                                                        | Avengers: Wojna bez granic                                                  | Wygarna   | [ 181 ] |
| Online Film & Television Association        | Najlepsza praca kaskaderów                                                        | Avengers: Wojna bez granic                                                  | Nominacja | [ 181 ] |
| Online Film & Television Association        | Najlepszy kinowy moment                                                           | Avengers: Wojna bez granic – psryknięcie                                    | Nominacja | [ 181 ] |
| Indiana Film Journalists Association Awards | Najlepszy występ przy użyciu technologii przechwytywania ruchu i głosu            | Josh Brolin                                                                 | Wygarna   | [ 182 ] |
| Indiana Film Journalists Association Awards | Najlepszy film                                                                    | Avengers: Wojna bez granic                                                  | Nominacja | [ 183 ] |
| Amerykańska Gildia Aktorów Filmowych        | Najlepszy zespół kaskaderski w filmie                                             | Avengers: Wojna bez granic                                                  | Nominacja | [ 184 ] |
| VES Awards                                  | Najlepsze efekty specjalne w filmie aktorskim                                     | Dan DeLeeuw, Jen Underdahl, Kelly Port, Matt Aitken, Daniel Sudick          | Wygrana   | [ 185 ] |
| VES Awards                                  | Najlepiej animowana postać w filmie aktorskim                                     | Jan Philip Cramer, Darren Hendler, Paul Story, Sidney Kombo                 | Wygrana   | [ 185 ] |
| VES Awards                                  | Najlepsze symulacje w fotorealistycznym filmie                                    | Gerardo Aguilera, Ashraf Ghoniem, Vasilis Pazionis, Hartwell Simpson Durfor | Wygrana   | [ 185 ] |
| VES Awards                                  | Najlepsze symulacje w fotorealistycznym filmie                                    | Florian Witzel, Adam Lee, Miguel Perez Senent, Francisco Rodriguez          | Nominacja | [ 185 ] |
| VES Awards                                  | Najlepsza kompozycja w filmie aktorskim                                           | Sabine Laimer, Tim Walker, Tobias Wiesner, Massimo Pasquetti                | Wygrana   | [ 185 ] |
| VES Awards                                  | Najlepszy model w filmie aktorskim lub animowanym                                 | Chad Roen, Ryan J. Rogers, Jeff Tetzlaff, Ming Pan                          | Nominacja | [ 185 ] |
| Gold Derby Awards                           | Najlepsze efekty specjalne                                                        | Dan DeLeeuw, Kelly Port, Russell Earl, Daniel Sudick                        | Wygrana   | [ 186 ] |
| Circuit Community Awards                    | Najlepsze efekty specjalne                                                        | Dan DeLeeuw, Kelly Port, Russell Earl, Daniel Sudick                        | Wygrana   | [ 187 ] |
| Circuit Community Awards                    | Najlepszy zespół kaskaderski w filmie                                             | Avengers: Wojna bez granic                                                  | Wygrana   | [ 187 ] |
| Annie Awards                                | Najlepsze indywidualne osiągnięcie: animacja postaci w produkcji aktorskiej       | Eteuati Tema, Jacob Luamanuvae, Sam Sharplin, Paul Story, Sidney Kombo      | Nominacja | [ 188 ] |
| Grammy Awards                               | Najlepsza instrumentalna kompozycja                                               | Alan Silvestri                                                              | Nominacja | [ 189 ] |
| Nagroda Brytyjskiej Akademii Filmowej       | Najlepsze efekty specjalne                                                        | Dan DeLeeuw, Kelly Port, Russell Earl, Daniel Sudick                        | Nominacja | [ 190 ] |
| Amerykańska Gildia Kostiumologów            | Najlepsze kostiumy w filmie science-fiction / fantasy                             | Judianna Makovsky                                                           | Nominacja | [ 191 ] |
| International Online Cinema Awards          | Najlepsze efekty specjalne                                                        | Dan DeLeeuw, Kelly Port, Russell Earl, Daniel Sudick                        | Nominacja | [ 192 ] |
| Satellite Awards                            | Najlepsze efekty specjalne                                                        | Dan DeLeeuw, Kelly Port, Russell Earl, Daniel Sudick                        | Nominacja | [ 193 ] |
| Nagroda Akademii Filmowej                   | Najlepsze efekty specjalne                                                        | Dan DeLeeuw, Kelly Port, Russell Earl, Daniel Sudick                        | Nominacja | [ 194 ] |
| Kids’ Choice Awards                         | Ulubiony film                                                                     | Avengers: Wojna bez granic                                                  | Wygrana   | [ 195 ] |
| Kids’ Choice Awards                         | Ulubiony aktor filmowy                                                            | Chris Evans                                                                 | Nominacja | [ 195 ] |
| Kids’ Choice Awards                         | Ulubiony aktor filmowy                                                            | Chris Hemsworth                                                             | Nominacja | [ 195 ] |
| Kids’ Choice Awards                         | Ulubiona aktorka filmowa                                                          | Scarlett Johansson                                                          | Nominacja | [ 195 ] |
| Kids’ Choice Awards                         | Ulubiona aktorka filmowa                                                          | Zoe Saldaña                                                                 | Nominacja | [ 195 ] |
| Kids’ Choice Awards                         | Ulubiony superbohater                                                             | Chris Evans                                                                 | Nominacja | [ 195 ] |
| Kids’ Choice Awards                         | Ulubiony superbohater                                                             | Chris Hemsworth                                                             | Nominacja | [ 195 ] |
| Kids’ Choice Awards                         | Ulubiony superbohater                                                             | Robert Downey Jr.                                                           | Wygrana   | [ 195 ] |
| Kids’ Choice Awards                         | Ulubiony superbohater                                                             | Scarlett Johansson                                                          | Nominacja | [ 195 ] |
| Kids’ Choice Awards                         | Ulubiony bohater                                                                  | Zoe Saldaña                                                                 | Nominacja | [ 195 ] |

## Kontynuacje
8 października 2014 roku podczas MarvelEvent, gdzie przedstawiono skład filmów III Fazy MCU, studio zapowiedziało kontynuację równocześnie z Avengers: Wojną bez granic. Anthony i Joe Russo odpowiadali również za jego reżyserię na podstawie scenariusza Christophera Markusa i Stephena McFeelya. Zdjęcia do filmu były realizowane jeden po drugim, jednak część z nich została zrealizowana podczas produkcji Wojny bez granic. Avengers: Koniec gry miało premierę w 2019 roku, a w głównych rolach wystąpili: Robert Downey Jr., Chris Evans, Mark Ruffalo, Chris Hemsworth, Scarlett Johansson, Jeremy Renner, Don Cheadle, Paul Rudd, Brie Larson, Karen Gillan, Danai Gurira, Benedict Wong, Jon Favreau, Bradley Cooper, Gwyneth Paltrow i Josh Brolin.
W lipcu 2022 roku zostały zapowiedziane na 2025 rok dwie kontynuacje, Avengers: The Kang Dynasty i Avengers: Secret Wars. W czerwcu 2023 roku The Kang Dynasty i Secret Wars zostały przesunięte na 2026 i 2027 rok. W grudniu zrezygnowano z podtytułu The Kang Dynasty.